# Кинг, Джордж, 3-й граф Кингстон
Джордж Кинг, 3-й граф Кингстон (англ. George King, 3rd Earl of Kingston; 9 апреля 1771 — 18 октября 1839) — англо-ирландский пэр и политик. Он носил титул учтивости — виконт Кингсборо с 1797 по 1799 год.

## Происхождение и образование
Родился 9 апреля 1771 года. Старший сын Роберта Кинга, 2-го графа Кингстона (1754—1799), и его жены Кэролайн Фицджеральд (1754—1823), дочери Ричарда Фицджеральда и Маргарет Кинг. Он получил образование в Итонском колледже (1781—1787) и Эксетер-колледже Оксфордского университета.

## Карьера

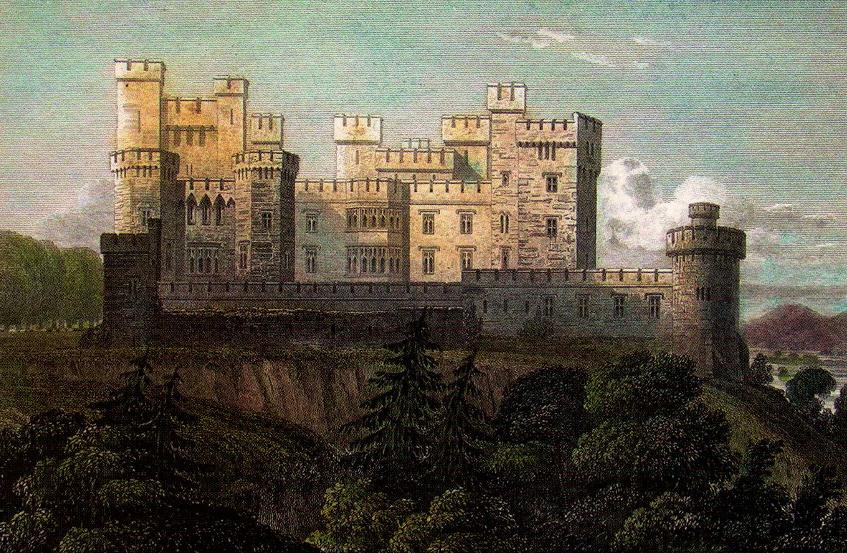
Картина начала XIX века, изображающая новый замок Митчелстаун, ныне снесенный.

Виконт Кингсборо заседал в Ирландской палате общин от графства Роскоммон (1798—1799).
17 апреля 1799 года после смерти своего отца Джордж Кинг унаследовал титулы 3-го графа Кингстона (Пэрство Ирландии), 3-го виконта Кингстона из Кингсборо в графстве Слайго (Пэрство Ирландии), 3-го барона Кингстона из Рокингема в графстве Роскоммон (Пэрство Ирландии) и 7-го баронета из Бойл-Эбби в графстве Роскоммон. Новый граф Кингстон ненадолго занял свое место в Ирландской Палате лордов, прежде чем оно было упразднено в 1800 году после заключения Акта об унии Ирландии с Великобританией.
С 1807 по 1839 год — один из ирландских пэров-представителей в Палате лордов Великобритании.
17 июля 1821 года для него был создан титул барона Кингстона из Митчелстауна в графстве Корк (Пэрство Соединённого королевства), что давало ему и его потомкам автоматическое место в Палате лордов .
В 1823 году он снес существующий палладианский дом в поместье Митчелстаун и заменил его новым замком, спроектированным Джеймсом и Джорджем Ричардом Пейн. В нем было 60 главных и 20 второстепенных спален, галерея длиной 100 футов (30 м), три библиотеки, утренняя комната, столовая (которая могла вместить 100 гостей за один присест) и различные другие помещения.
Лорд Кингстон скончался 18 октября 1839 года в возрасте 68 лет в Халл-Плейс, Сент-Джонс-Вуд, Паддингтон, Лондон.

## Семья
5 мая 1794 года лорд Кингстон женился на леди Хелене Мур (20 мая 1773 — 9 декабря 1847), дочери Стивена Мура, 1-го графа Маунт-Кашела, и леди Хелены Родон. У них было шестеро детей:
- Леди Хелена Кинг (11 августа 1793 — 20 ноября 1853), в 1829 году она вышла замуж за Филипа Дэвиса-Кука
- Эдвард Кинг, виконт Кингсборо (16 ноября 1795 — 27 февраля 1837), антиквар, умерший раньше своего отца.
- Роберт Кинг, 4-й граф Кингстон (4 октября 1796 — 21 января 1867), второй сын и преемник отца.
- Достопочтенный Джордж Кинг (20 августа 1798 — 2 мая 1801)
- Джеймс Кинг, 5-й граф Кингстон (8 апреля 1800 — 8 сентября 1869)
- Леди Аделаида Шарлотта Кинг (? — август 1854), в 1834 году она вышла замуж за Чарльза Танкервиля Уэббера (? — 1854), сына Дэниела Уэбба Уэббера.